# 奈米線
纳米线是一种纳米尺度(10−9 米)的线。 换一种说法，纳米线可以被定义为一种具有在横向上被限制在100纳米以下（纵向没有限制）的一维结构。这种尺度上，量子力学效应很重要,因此也被称作"量子线"。根据组成材料的不同，纳米线可分为不同的类型，包括金属纳米线（如：Ni，Pt，Au等），半导体纳米线（如：InP，Si，GaN 等）和绝缘体纳米线（如：SiO2，TiO2等）。分子纳米线由重复的分子元组成，可以是有机的（如：DNA）或者是无机的（如：Mo6S9-xIx）。
作为纳米技术的一个重要组成部分，纳米线可以被用来制作超小电路。

## 概述
典型的纳米线的纵横比在1000以上,因此它们通常被称为一维材料。纳米线具有许多在大块或三维物体中没有发现的有趣的性质。这是因为电子在纳米线中在横向受到量子束缚，能级不连续。这种量子束缚的特性在一些纳米线中（比如碳纳米管）表现为非连续的电阻值。这种分立值是由纳米尺度下量子效应对通过纳米线电子数的限制引起的。这些孤立值通常被称为电阻的量子化，并且都为{\displaystyle {\frac {2e^{2}}{h}}} ≈ 12.9 kΩ-1的整数倍。例如，无机分子纳米线（Mo6S9-xIx）直径约为0.9 nm，但长度可以达到数百微米。其他重要的例子是基于半导体如InP、 Si、GaN等，绝缘体（如：SiO2，TiO2）或者是金属（如：Ni，Pt）。
在电子，光电子和纳电子机械器械中，纳米线有可能起到很重要的作用。它同时还可以作为合成物中的添加物、量子器械中的连线、场发射器和生物分子纳米感应器。

## 纳米线的物理性质

### 纳米线的制备
当前，纳米线均在实验室中生产，尚未在自然界中发现。纳米线可以被悬置法，沉积法或者由元素合成法制得。悬置纳米线指纳米线在真空条件下末端被固定。悬置纳米线可以通过对粗线的化学刻蚀得来，也可以用高能粒子(原子或分子)轰击粗线产生。沉积纳米线指纳米线被沉积在其他物质的表面上：例如它可以是一条覆盖在绝缘体表面上的金属原子线.
另一种方式产生纳米线是通过STM的尖端来刻处于熔点附近的金属。这种方法可以形象地比作"用叉子在披萨饼上的奶酪上划线"。
一种常用的技术是VLS合成法（Vapor-Liquid-Solid）。这种技术采用激光融化的粒子或者一种原料气硅烷作源（材料）,然后把源(材料)暴露在一种催化剂中。对纳米线来说，最好的催化材料是液体金属（比如金）的纳米簇。它可以被以胶质的形式购买，然后被沉积在基质上或通过去湿法从薄膜上自我组装。  
源（材料）进入到这些纳米簇中并充盈其中。一旦达到了超饱和，源（材料）将固化，并从纳米簇上向外生长。最终产品的长度可由源材料的供应时间来控制。具有交替原子的超级网格结构的化合物纳米线可以通过在生长过程中交替源（材料）供应来实现。

### 纳米线的导电性
纳米线的导电性预期将大大小于大块材料。这主要是由以下原因引起的。第一，当线宽小于大块材料自由电子平均自由程的时候，载流子在边界上的散射现象将会显现。例如，铜的平均自由程为40nm。对于宽度小于40nm的铜纳米线来说，平均自由程将缩短为线宽。
同时，因为尺度的原因，纳米线还会体现其他特殊性质。在碳纳米管中，电子的运动遵循弹道输运（意味着电子可以自由的从一个电极穿行到另一个）的原则。而在纳米线中，电阻率受到边界效应的严重影响。这些边界效应来自于纳米线表面的原子，这些原子并没有像那些在大块材料中的那些原子一样被充分键合。这些没有被键合的原子通常是纳米线中缺陷的来源，使纳米线的导电能力低于整体材料。随着纳米线尺寸的减小，表面原子的数目相对整体原子的数目增多，因而边界效应更加明显。
更进一步，电导率会经历能量的量子化：例如，通过纳米线的电子能量只会具有有离散值乘以蘭道爾常数{\displaystyle G=2e^{2}/h} （这里 e是电子电量，h是普朗克常数)。电导率由此被表示成通过不同量子能级通道的输运量的总和。线越细，能够通过电子的通道数目越少。
把纳米线连在电极之间，我们可以研究纳米线的电导率。通过在拉伸时测量纳米线的电导率，我们发现：当纳米线长度缩短时，它的电导率也以阶梯的形式随之缩短，每阶之间相差一个郎道常数G。
因为低电子浓度和低等效质量，这种电导率的量子化在半导体中比在金属中更加明显。量子化的电导率可以在25nm的硅鳍中观测到(Tilke et. al., 2003)，导致阀电压的升高。

### 纳米线的力学性质
通常情况下，随着尺寸的减小，纳米线会体现出大块材料更好的机械性能。强度变强，韧度变好。

### 纳米线的结构
纳米线可以有多种形态。有时它们以非晶体的顺序出现，如五边对称或螺旋态。电子会在五边形管和螺旋管中蜿蜒而行。
这种晶体顺序的缺乏是由于纳米管仅在一个维度（轴向）上体现周期性，而在其它维度上可以以能量法则产生任何次序。
例如，在一些个例中，纳米线可以显示五重对称性，这种对称性无法在自然界中观测到，却可以在少量原子促成的簇中发现。这种五重对称性相当于原子簇的二十重对称性：二十面体是一簇原子的低能量态，但是由于二十面体不能在各个方向上无限重复并充满整个空间，这种次序没有在晶体中观测到。

## 纳米线的用途

计算机仿真展现的纳米线场效应管中反型沟道的形成（电子密度的变化）。阈值电压在0.45V左右。

纳米线可以用来制作晶体管.晶体管是现代电子电路的基本构成元件。对于制作晶体管来说，最关键的问题是确保栅极能够有效控制对导电沟道的开闭。根据摩尔定律，晶体管的尺寸将会越来越小，直到纳米级别。这使得保持足够的控制越来越困难。
如果把栅极制作在纳米线外围，用纳米线作导电沟道，这样的晶体管将会有优良的导电特性。
纳米线现在仍然处于实验阶段。为了制造基本电子元件，第一个重要的步骤是用化学的方法对纳米线掺杂。这已经用于实现在纳米线上制作P型和N型半导体。下一步是找出制作PN结这种最简单的电子元件的方法。这可用两种方法来实现。第一种是物理方法：把一条P型线放到一条N型线之上。第二种方法是化学的：在一条纳米线掺不同的杂质。再下一步是建逻辑门。通过简单的把几个PN节连到一起，研究者已经用纳米线制作出了所有的基本邏輯閘：与、或、非门。